# 250 piano pieces for Beethoven
250 piano pieces for Beethoven ist ein internationales Kompositions-, Konzert- und Editions-Großprojekt der Konzertpianistin Susanne Kessel anlässlich des 250. Geburtstags Ludwig van Beethovens. Bis 2020 entstanden in dem Projekt 260 neue Klavierwerke von 260 Komponistinnen und Komponisten aus 47 Nationen, die sie uraufführte und in einer Notenedition mitherausgab.

## Zusammenfassung
Ab 2013 erteilte Susanne Kessel fortlaufend Kompositionsaufträge an 250 renommierte internationale Komponistinnen und Komponisten und lud sie persönlich ein, bis zum Jubiläumsjahr 2020 Klavierstücke zu schreiben, die sich auf Beethoven beziehen. Die in dieser Zeit entstandenen 260 Klavierstücke studierte Susanne Kessel ein und spielte die Uraufführungen in über 200 Konzerten bis 2020 in Beethovens Geburtsstadt Bonn. Wiederaufführungen spielte sie auch in anderen Städten und Ländern.
Das Konzept der von Kessel gespielten und moderierten Konzerte umfasste u. a., dass jeweils Komponistinnen und Komponisten zu Gast waren und über ihre Werke sprachen. Mehr als 150 Komponisten reisten anlässlich der Konzerte eigens nach Bonn. Susanne Kessel ist alleinige Kuratorin, Pianistin, Organisatorin und Produzentin des Projektes.
Als Mitherausgeberin der Notenedition veröffentlichte sie die neuen piano pieces for Beethoven gemeinsam mit dem Verleger und Komponisten Nikolas Sideris (* 1977) in 10 Notenbänden im Verlag Editions Musica Ferrum. Sie spielte die Werke selbst ein und veröffentlicht ihre Tonaufnahmen seit 2016 sukzessive als Downloads und CDs. Der abschließende Band (Vol. 10) erschien planmäßig zu Beethovens 250. Geburtstag am 16. Dezember 2020.
Konzertmusik aus der Neuen Musik bildet den überwiegenden Anteil der Kompositionen, aber auch andere Genres wie z. B. Jazz, Pop, Filmmusik und Musiktheater sind vertreten. Zu den Komponistinnen und Komponisten gehören z. B. John Altman, Bruce Broughton, Moritz Eggert, Mike Garson, Dave Gross, Ulrike Haage, York Höller, Nicolaus A. Huber, Sarah Nemtsov, Wolfgang Niedecken, Charlotte Seither, Christian Wolff und Helmut Zerlett. Mit 260 Klavierstücken hat das Projekt in vielerlei Hinsicht neue Maßstäbe gesetzt. Es ist der erste Kompositionsauftrag dieses Umfangs überhaupt, der von einer Einzelperson an Komponisten erteilt wurde. Ein Meilenstein der internationalen Beethovenrezeption wurde das Projekt auch deshalb, weil „nie zuvor so viele Komponistinnen und Komponisten unterschiedlicher Generationen, Herkunft, Kultur, und Stilistik in so kurzer Zeit zu einem einzigen Projekt mit einem alle verbindenden Bezugspunkt zusammengebracht wurden.“ (Rainer Nonnenmann). Zugleich ist es das einzige Uraufführungsprojekt dieser Größenordnung, bei dem alle Werke von einer einzigen Person gespielt wurden. Die 250 piano pieces for Beethoven gehören nicht nur zum Repertoire von Susanne Kessel, sondern werden mittlerweile auch in internationalen Konzerten und Klavierwettbewerben gespielt. Sie sind Gegenstand der Musikwissenschaft, werden an Musikhochschulen gelehrt und finden sich in Facharchiven und- bibliotheken.

## Geschichte
Kessel, die bereits einige Erfahrung mit von ihr initiierten Kompositionsprojekten (z. B. Kreisleriana 2010) hatte, arbeitete ab Herbst 2012 an der Idee eines großen Jubiläumsprojekts für das Beethoven-Jahr 2020. Die Idee zu 250 piano pieces for Beethoven stellte sie im Juni 2013 vor. Die große Begeisterung, die die Idee bei den Komponistinnen und Komponisten auslöste, ermutigte Kessel das Projekt auch ohne Finanzierung zu beginnen. Dies war möglich, weil die Komponistinnen und Komponisten, als Teil des Konzepts „Geburtstagsgeschenk an Ludwig van Beethoven“ auf ihr Honorar verzichteten. Von 2013 bis 2018 führte Susanne Kessel das Projekt so auch ohne Förderung durch die öffentliche Hand und ohne finanzielles Budget durch. Die „Realkosten“ schätze sie später auf 1,8 Mio. Euro.
Sie begann 2013 mit der Erteilung der ersten 50 Kompositionsaufträge und spielte ab Oktober desselben Jahres die ersten Uraufführungen in öffentlichen Konzerten. Zu den ersten Eingeladenen gehörten auch einige befreundete Komponistinnen und Komponisten, wie z. B. Dietmar Bonnen, David P. Graham, Moritz Eggert, Árni Egilsson, Dennis Kuhn, William Kraft und Alex Shapiro. Noch im selben Jahr startete Kessel auch die Zusammenarbeit mit dem Verleger Nikolas Sideris und seinem Verlag Editions Musica Ferrum. Die von Kessel kalkulierte Vorlaufzeit von 7 Jahren bis zum Beethovenjubiläum 2020, begründete sich in der großen Zahl von Beteiligten, die ihren eigentlichen kompositorischen Schaffensprozess zeitlich und inhaltlich selbst bestimmten, sich aber hinsichtlich der konzertanten Durchführung – wie bei Uraufführung üblich – oft intensiv mit der Pianistin Kessel austauschten. Diese künstlerische Zusammenarbeit an den piano pieces fand jeweils einige Wochen bis Monate später Eingang in den Editionsvorgang bei Nikolas Sideris. Der Verleger, der auf zeitgenössische Musik spezialisiert ist, und wesentlich für Erscheinungsbild und die Qualität der Notenedition verantwortlich, hat mit seinem Werk O ihr Menschen, die ihr mich für feindselig, störrisch oder misanthropisch haltet, wie unrecht thut ihr mir auch als Komponist mitgewirkt.
Den anwachsenden Werkkatalog dokumentierte Susanne Kessel fortlaufend auf einer umfangreichen Webseite, mit der sie sowohl die Komponistinnen und Komponisten, als auch die Werke und deren kompositorische Bezugnahme auf Beethoven vorstellt. Dort finden sich zudem als weiterführende Informationen u. a. die Inhaltsangaben der Notenbände und Tonträger, Links zu den Aufnahmen und Konzerttermine der Uraufführungen.
Die von Kessel veranstalteten Uraufführungskonzerte fanden an wechselnden Veranstaltungsorten statt und waren in der siebenjährigen Vorlaufzeit auf das Beethoven-Jubiläum wichtige und gut besuchte Treffpunkte für das Bonner Publikum und internationale Komponisten.
Da zehn Komponistinnen und Komponisten im Verlauf des Projektes ihre Zusage aus Zeitgründen wieder zurückziehen mussten, vergab Kessel diese Kompositionsaufträge neu. Von allen zehn ursprünglich Eingeladenen erhielt sie aber trotzdem kurz vor Fristablauf noch die eigentlich zuvor abgesagten Klavierwerke. Da Kessel diese „zusätzlichen Stücke“ nicht zurückwies, entstand eine Sammlung von letztlich 260 Kompositionen. Die endgültige Abgabefrist zur Einreichung der Werke war der 1. Dezember 2019.
Susanne Kessel ist Widmungsträgerin der 250 piano pieces for Beethoven. Über 250 Komponisten und Komponistinnen des Projektes widmeten Kessel ihre Stücke.
Die Finanzierung der Notenedition verband Susanne Kessel eng mit den Bürgern ihrer Geburtsstadt, indem sie zusammen mit Stephan Eisel die Idee der „Notenpatenschaft“ entwickelte. Ab 2014 konnten private Sponsoren über den größten Bonner Kulturverein Bürger für Beethoven e.V. mit einer einmaligen Spende von 250 Euro die Druckkosten jeweils eines der piano pieces in der Notenedition finanzieren. Bis 2020 haben 260 „Notenpaten“, überwiegend aus der Bonner Bürgerschaft, so auch namentlich Eingang in die Edition gefunden. Als Publication Sponsors stehen ihre Namen nun in den jeweiligen Bänden der Notenedition am Ende des Werkes, dessen Druck unterstützt wurde. Zu den prominenteren Publication Sponsors gehören u. a. Artur Brauner, Mike Garson, die Stadt Kleve, Walter Scheurle, Peer Steinbrück und Monika Wulf-Mathies.
Firmen und Privatpersonen unterstützten das Projekt. Ab dem Jahr 2018 finanzierte die BTHVN 2020 Jubiläumsgesellschaft GmbH einen Teil der Kosten für die Tonaufnahmen mit Susanne Kessel. Im Jahr 2020 und 2021 förderte das Ministerium für Kultur und Wissenschaft des Landes Nordrhein-Westfalen das Projekt.
Werke der 250 piano pieces for Beethoven sind immer häufiger Teilnehmerbeiträge in internationalen und nationalen Klavierwettbewerben. So z. B. beim 'westfälischen Van Bremen Klavierwettbewerb Beethoven 250', im International Telekom Beethoven Competition Bonn oder bei Jugend musiziert.
Der Komponist Niño Tiro erhielt für seinen Projektbeitrag Phantasie für Ludwig den Philippinischen Nationalpreis Musik. Valentin Ruckebier erhielt für sein Werk ReLudium 2017 einen 1. Preis im internationalen Kompositionswettbewerb „Artistes en Herbe“ Luxembourg.

## Notenedition
Die Notenedition mit allen 260 piano pieces wurde in den Jahren 2015 bis 2020 im Verlag Editions Musica Ferrum in 10 Bänden veröffentlicht. Herausgeber der Bände sind der Verleger Nikolas Sideris und Susanne Kessel. Die Stücke wurden in der chronologischen Reihenfolge ihres Eintreffens bei Susanne Kessel in 10 Notenbänden (Vol. 1–10) zu jeweils 20 bis 34 Werken zusammengefasst und im Rahmen von Uraufführungskonzerten, zumeist in Bonn und oft in Anwesenheit der Komponistinnen und Komponisten veröffentlicht. Die Notenbände enthalten umfangreiche Werkkommentare der Komponisten und eine musikwissenschaftliche Betrachtung von Prof. Dr. Rainer Nonnenmann. Der Notenband Vol. 8 enthält 20 piano pieces der jüngsten internationalen Komponistengeneration (10- bis 19-jährige Komponistinnen und Komponisten).
Der zusätzliche Sonder-Notenband "Easier Pieces", mit einer Auswahl von 18 der leichteren Stücke aus den Notenbänden Vol. 1–10, erschien im Jahr 2021.
Erschienen sind:
- 250 piano pieces for Beethoven, Vol. 1 (2015), Editions Musica Ferrum, ISMN 979-0-708147-00-8
- 250 piano pieces for Beethoven, Vol. 2 (2016), Editions Musica Ferrum, ISMN 979-0-708147-34-3
- 250 piano pieces for Beethoven, Vol. 3 (2017), Editions Musica Ferrum, ISMN 979-0-708147-42-8
- 250 piano pieces for Beethoven, Vol. 4 (2018), Editions Musica Ferrum, ISMN 979-0-708147-45-9
- 250 piano pieces for Beethoven, Vol. 5 (2018), Editions Musica Ferrum, ISMN 979-0-708147-48-0
- 250 piano pieces for Beethoven, Vol. 6 (2018), Editions Musica Ferrum, ISMN 979-0-708147-53-4
- 250 piano pieces for Beethoven, Vol. 7 (2019), Editions Musica Ferrum, ISMN 979-0-708147-57-2
- 250 piano pieces for Beethoven, Vol. 8 (2019), Editions Musica Ferrum, ISMN 979-0-708147-62-6
- 250 piano pieces for Beethoven, Vol. 9 (2020), Editions Musica Ferrum, ISMN 979-0-708147-66-4
- 250 piano pieces for Beethoven, Vol. 10 (2020), Editions Musica Ferrum, ISMN 979-0-708147-71-8
- 250 piano pieces for Beethoven, Sonderband „Easier Pieces“ (2021), Editions Musica Ferrum, ISMN 979-0-708147-78-7

## Downloads und CDs
Über 200 piano pieces hat Susanne Kessel bereits im Tonstudio aufgenommen und beim Online-Musikdienst Bandcamp zum Download bereitgestellt. Die CD 250 piano pieces for Beethoven - Vol. 1 erschien 2016 als Doppel-CD. Sie umfasst die ersten 25 Stücke und ist inhaltlich deckungsgleich mit dem ersten Notenband des Projekts Vol. 1. Kessel spielte die CD im Klaus-von-Bismarck-Saal des WDR in Köln ein. Sie ist auch Produzentin dieser und der nachfolgenden CDs. Die CD Vol. 1 entstand in Zusammenarbeit mit dem WDR. Mit den nachfolgenden Projekt-CDs, die Susanne Kessel als Compilation 2 und Compilation 3 im eigens gegründeten Label KESSEL veröffentlichte, legte sie den Fokus stärker auf eine künstlerische Auswahl der Stücke. Für das Titelprogramm der Folge-CDs bediente sich Kessel daher inhaltlich der Werke aller Notenbände, Um das große Spektrum der Werkvielfalt zu zeigen umfassen die Doppel-CDs 44 bzw. 47 piano pieces.
Bisher als CD erschienen:
- 250 piano pieces for Beethoven – Vol. 1 Susanne Kessel, WDR, Label obst-music (2016) EAN: 4260473541011[13]
- 250 piano pieces for Beethoven – Compilation 2 Susanne Kessel, Label KESSEL (2021) EAN: 4170000003472
- 250 piano pieces for Beethoven – Compilation 3 Susanne Kessel, Label KESSEL (2021) EAN: 4170000007029

## Trivia
Susanne Kessel komponierte Überm Sternenzelt als begleitendes Stück zu Wolfgang Niedeckens Werk Kyrie Eleison, das nur gesprochen wird. Das so entstandene Gemeinschaftswerk findet sich sowohl auf der CD „Compilation 3“ als auch als Bonustrack auf dem Album Niedeckens BAP LIVE & DEUTLICH (EAN 602567998327, Vinyl).